# Therapiehund

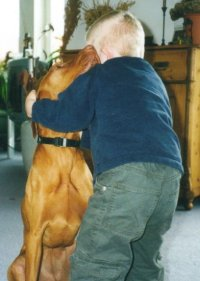
Therapiehund bei der Arbeit

Ein Therapiehund oder auch „Therapiebegleithund“ ist ein Haushund, der gezielt in einer tiergestützten medizinischen Behandlung (beispielsweise im Rahmen einer Psychotherapie, Ergotherapie, Physiotherapie, Sprach-Sprechtherapie oder Heilpädagogik) eingesetzt wird. Ein Therapiebegleithund kann nur mit einem Therapeuten eingesetzt werden (s. o.). Der Einsatz eines Therapiehundes ist stets mit einem therapeutischen Ziel gekoppelt. Er ist abzugrenzen vom Assistenzhund, der als ständiger Begleithund für Menschen mit körperlichen, geistigen und/oder seelischen Einschränkungen ausgebildet und eingesetzt ist. Der Therapiebegleithund ist nicht mit dem „Besuchshund“ zu verwechseln. Besuchshunde werden von Fachpersonal oder auch Ehrenamtlern geführt, um soziale Kontakte von pflegebedürftigen Menschen o. ä. zu erhalten. Sie arbeiten nicht im therapeutischen Sinne, sondern auf sozialer Ebene.
Für die Arbeit des Therapiehundes eignen sich Hunde jeglicher Rasse und Größe. Typische Beispiele sind Deutscher Schäferhund, Jagdhunde wie der Golden Retriever oder der Magyar Vizsla aus Gründen ihrer rassetypischen Kommunikationsfreudigkeit. Sie sollten sehr wesensfest und gesund sein sowie eine umfassende Sozialisierung und Habituation genossen haben. Außerdem muss eine gesunde Bindung zum Hundeführer bestehen.

## Therapiehundtypen
Es wird zwischen einem aktiven und einem reaktiven Therapiehund unterschieden. Der aktive Therapiehund bringt eigene Spielideen mit, besitzt einen starken Aufforderungscharakter und ist geeignet zur Motivation. Der reaktive Therapiehund reagiert auf Spielideen des Patienten, spiegelt Befindlichkeiten.

## Wirkungsweisen
1. Die Anwesenheit von Hunden kann Blutdruck senkend wirken, eine Wirkungsweise, die von den Psychologen Katcher und Beck evaluiert wurde. Die Probanden sollten Texte vorlesen. Sie durften nicht mit dem Hund interagieren. Die Vergleichsgruppe mit Hund hatte eine niedrigere Pulsfrequenz und einen niedrigeren Blutdruck, als die Gruppe, die ohne Hund vorlas. Ebenso verbesserten sich die Vorleseleistungen durch die pure Anwesenheit des Hundes.
2. Je schlechter die Befindlichkeit des Patienten vor der Begegnung mit dem Hund, umso stärker bessert sich seine Befindlichkeit. In einer Studie mit 218 Patienten, die von Prothmann und Ettrich an der Universität zu Leipzig angefertigt wurde, füllten die Patienten vor und nach der Therapiestunde einen Basler-Befindlichkeitsbogen aus. Damit konnte dieser Effekt nachgewiesen werden. Als Therapiehunde nahmen vier Magyar Vizsla, ein Deutsch-Kurzhaar und drei Mischlingshunde teil. Unterschiede in der Wirkung der einzelnen Hundeindividuen konnten nicht festgestellt werden.
3. Die Hund-Mensch-Kommunikation unterliegt nicht der Gefahr des Double Bind.

## Hygiene und Arbeitsbedingungen
Therapiehunde müssen nachweislich frei von Parasiten sein. Eine vierteljährliche Entwurmung ist zwingend. Die maximale Arbeitsauslastung eines Therapiehundes beträgt pro Tag maximal 45 Minuten in einzeltherapeutischen Sitzungen und nicht öfter als dreimal in einer Woche. Werden mehrere Hunde eines Rudels bzw. andere Tiere gleichzeitig eingesetzt und können sich die Hunde zwischenzeitlich zurückziehen, kann die Arbeitszeit bis zwei Stunden pro Tag betragen. Therapiehunde dürfen nicht als „Einrichtungshund“ dauerhaft am Arbeitsort (Klinik, Praxis, Altenheim etc.) verbleiben.
Insgesamt wird die Einsatzzeit der Hunde maßgeblich durch die Bedingungen, unter denen sie arbeiten (Raumgröße, Anzahl der Personen, medizinische Apparaturen, Gerüche, Temperatur etc.) sowie die Klientel, mit der sie arbeiten (Senioren, Kinder, Menschen mit körperlicher und/oder geistiger Behinderung, Komapatienten etc.), bestimmt.
Therapiehunde, die medizinische Einrichtungen besuchen, haben im Vergleich zur restlichen Hundepopulation ein erhöhtes Risiko, Träger von Erregern nosokomialer Infektionen zu sein, also von Infektionen, die vor allem in Krankenhäusern vorkommen. In einer Studie war die Trägerfrequenz unter solchen Hunden gegenüber der Kontrollgruppe für MRSA um das 4,7-fache und für Clostridium difficile um das 2,4-fache erhöht.

## Zucht und Aufzucht
Die zielgerichtete Zucht und Aufzucht von geeigneten Therapiehunden nimmt stetig zu. Da nicht alle Welpen eines Wurfes für einen späteren Einsatz als Therapiehund geeignet sind, beginnt das Auswahlverfahren von Therapiehunden bei zielgerichteter Aufzucht schon mit der Begutachtung der Verhaltensentwicklung ab dem Zeitpunkt der Geburt. Es werden Welpentests zur Auswahl geeigneter Hunde eingesetzt. Bis zur Abgabe wird der spätere Therapiehundanwärter schon mit verschiedenen Menschen und zahlreichen Situationen konfrontiert.

## Ausbildung
Die Therapiehundeausbildung kann z. B. über das Tradieren erfolgen, was besagt, dass der zukünftige Therapiehund gemeinsam mit ausgebildeten Therapiehunden lebt und von diesen lernt. Grundlage der Therapiehundeausbildung sollte immer ein Grundgehorsam sowie eine rassetypische Anlagenprüfung sein. Die Bindung zum Therapiehundeführer sollte sich in einem gesunden Rahmen bewegen.
In den USA finden seit den 1980er Jahren Ausbildungen von Hund und Hundeführer zum Therapiehunde-Team statt. Langjährige Erfahrungen in den USA mit dem Einsatz von Hunden in Krankenhäusern, um den Heilungsprozess von Patienten mit Kopftraumen, Rückenmarkverletzungen, Amputationen, Schlaganfällen, neuromuskulären Problemen und orthopädischen Schädigungen zu unterstützen, wurden in der Schweiz übernommen. Auf Basis von Erfahrungen, die in den 1990er-Jahren von den USA in die Schweiz importiert wurden, findet in Österreich die Therapiehunde-Ausbildung in Therapiehunde-Teams mithilfe der Infrastruktur des Österreichischen Vereins für Deutsche Schäferhunde SVÖ auf Basis der Prüfungsordnung des ÖKV statt.
Die International Society of Animal Assisted Therapy (ISAAT) bietet für ihre Mitglieder Akkreditierungen an. 

### Schweiz
Der Verein Therapiehunde Schweiz (VTHS) definiert Therapiehunde als „Hunde, welche zusammen mit ihren Besitzern auf freiwilliger, unbezahlter Basis regelmässig soziale Dienstleistungen erbringen“. Dies schließt Therapiehunde, die zusammen mit ihrem Halter ausgebildet werden und gemeinsam Personen besuchen, ebenso ein wie Therapiehunde, die von ausgebildeten Fachpersonen wie Ärzten oder Therapeuten in die eigene Arbeit integriert werden. Mehrere Ausbildungsstätten sind ISAAT akkreditiert.

### Österreich
Seit Januar 2016 muss sich jedes Therapiehundeteam, jedes Begleithundeteam und jeder Schulhund einer staatlichen Prüfung unter der Leitung des Messerli Forschungsinstitut der Veterinäruniversität Wien, gemäß § 39a Abs. 8a und 10 des Bundesbehindertengesetzes unterziehen, um die Bezeichnung „Therapiebegleithund“ tragen und die Einsätze durchführen zu dürfen.